# Рева Костянтин Кузьмович
Костянтин Кузьмич Рева (10 квітня 1921, Суходіл, нині Глухівського району Сумської області, Україна — 1 вересня 1997, Москва) — український радянський волейболіст. Заслужений майстер спорту СРСР (1947).

## Життєпис
Народився 10 квітня 1921 року в селі Веселі Терни (нині — у складі Суходолу) Глухівського району (з 2020 р. — Шосткинського району) Сумської області. З 1928 по 1930 рік навчався у школі № 1 м. Глухова, де почав власну спортивну кар'єру.
Нападник команд «Спартак» (Москва), ЦСКА (Москва), грав у збірній СРСР з волейболу (1947–1956). Чемпіон світу 1948 і 1952 років, чемпіон Європи 1950 і 1951 років, 8-разовий чемпіон СРСР, бронзовий призер Чемпіонату світу 1956 року
Помер 1 вересня 1997 року в Москві.

## Ушанування пам'яті
У Голландії в 1952 року та в Глухові Сумської області (у 2002 р.) засновано волейбольні клуби його імені. В Глухові з 1996 року в приміщенні спортивного залу Глухівського педагогічного університету проводиться щороку волейбольний турнір пам'яті Костянтина Кузьмовича Реви.